# Franciszek Pieczka
Franciszek Maksymilian Pieczka (sinh ngày 18 tháng 1 năm 1928 tại Godowo, Slaskie, Ba Lan - mất ngày 23 tháng 9 năm 2022) là một nam diễn viên người Ba Lan.
Pieczka tốt nghiệp Học viện Nghệ thuật Sân khấu Quốc gia Aleksander Zelwerowicz (PWST) ở Warsaw vào năm 1954. Pieczka được trao nhiều giải thưởng và biểu tượng quan trọng của đất nước Ba Lan. Chẳng hạn, tại Liên hoan phim Ba Lan ở Gdańsk vào năm 1976, bộ phim The Scar đã giúp Pieczka đoạt được giải thưởng ở hạng mục Nam diễn viên chính xuất sắc nhất. Franciszek Pieczka còn được trao tặng Huân chương Polonia Restituta (1975) và Huân chương Vàng cho Văn hóa - Gloria Artis (2008) vì những cống hiến lớn lao đối với lĩnh vực văn hóa và nghệ thuật.
Ông qua đời vào ngày 23 tháng 9 năm 2022, hưởng thọ 94 tuổi.

## Phim tiêu biểu
- Matka Joanna od Aniołów (1960)
- Kwiecień (1961)
- Drugi brzeg (1962)
- Zacne grzechy (1963)
- Rękopis znaleziony w Saragossie (1964)
- Czterej pancerni i pies (1967)
- Matthew's Days (1968)
- Hydrozagadka (1970)
- Liberation (1970)
- Perła w koronie (1971)
- Wesele (1972)
- Ziemia obiecana (1974)
- Potop (1974)
- Budapest Tales (1976)
- The Scar (1976)
- Jadup and Boel (1980)
- Ród Gąsieniców (1981)
- Austeria (1982)
- Blisko coraz bliżej (1982)
- Konopielka (1982)
- Axiliad (1986)
- The Mother of Kings (1987)
- Memories of a River (1990)
- God afton, Herr Wallenberg (1990)
- Burial of a Potato (1990)
- Jańcio Wodnik (1993)
- Johnnie Waterman (1994)
- Thanks for Every New Morning (1994)
- Szabla od komendanta (1995)
- Historia kina w Popielawach (1998)
- Syzyfowe prace (1998)
- Quo Vadis (2001)
- Jasminum (2006)
- Ranczo (2007-2016)